# Coltrane Plays the Blues
| Recensione                          | Giudizio |
| ----------------------------------- | -------- |
| AllMusic                            | [ 1 ]    |
| Down Beat                           | [ 2 ]    |
| The Penguin Guide to Jazz           | [ 3 ]    |
| The Rolling Stone Jazz Record Guide | [ 4 ]    |

Coltrane Plays the Blues è un album discografico del musicista jazz John Coltrane, pubblicato nel 1962 dalla Atlantic Records.

## Descrizione
Il materiale presente sul disco venne registrato agli Atlantic Studios durante le sessioni in studio per l'album My Favorite Things,  e assemblato insieme per la pubblicazione dopo che Coltrane aveva già lasciato la Atlantic per firmare un nuovo contratto in esclusiva con la Impulse Records. Come aveva fatto in precedenza la Prestige Records, quando negli anni sessanta la fama di Coltrane crebbe a dismisura, la Atlantic riutilizzò le registrazioni per pubblicarle su disco senza l'autorizzazione dell'artista.
Il 19 settembre 2000, lo ha Rhino Records ha ristampato nella serie "Atlantic 50th Anniversary Jazz Gallery" includendo cinque tracce bonus, tutte già apparse nel 1995 sul cofanetto The Heavyweight Champion: The Complete Atlantic Recordings.

## Tracce
Lato A
1. Blues to Elvin – 7:52 (Elvin Jones)
2. Blues to Bechet – 5:44 (John Coltrane)
3. Blues to You – 6:25 (John Coltrane)

Lato B
1. Mr. Day – 7:56 (John Coltrane)
2. Mr. Syms – 5:19 (John Coltrane)
3. Mr. Knight – 7:30 (John Coltrane)

Bonus tracks ristampa 2000
1. Untitled Original (Exotica) – 5:20 (John Coltrane)
2. Blues to Elvin (alternate take 1) – 10:57 (Elvin Jones)
3. Blues to Elvin (alternate take 3) – 5:57 (Elvin Jones)
4. Blues to You (alternate take 1) – 5:32 (John Coltrane)
5. Blues to You (alternate take 2) – 5:36 (John Coltrane)

## Formazione
- John Coltrane — sassofono soprano in Blues to Bechet e Mr. Syms; sassofono tenore in tutte le altre tracce
- McCoy Tyner — pianoforte
- Steve Davis — contrabbasso
- Elvin Jones — batteria